# Stoke (Kent)
Stoke – wieś w Anglii, w hrabstwie ceremonialnym Kent, w dystrykcie (unitary authority) Medway. Leży 22 km na północny wschód od miasta Maidstone i 55 km na wschód od centrum Londynu. Miejscowość liczy 1063 mieszkańców.